# 星乃けい
星乃 けい（ほしの けい、7月7日 - ）は、日本の女性歌手。本名：西郡 葉子（にしごおり ようこ）。以前は本名及び「西郡よう子」の芸名で活動していた。福岡県北九州市出身。血液型AB。蟹座。

## 略歴
- 小学校のころ、自作の詩が新聞に掲載される。
- 15歳の時、1974年の第7回ヤマハポピュラーソングコンテスト（ポプコン）九州大会に出場、「朝」で最優秀歌唱賞を受賞。
- 福岡を中心にコンサートの前座、ラジオで活躍。土曜日の17時からメインのテレビ番組が制作されたが学校にばれて1回で終わりに。
- 第8回ポプコンつま恋本選会に「朝野葉子」名義で出場し、「ひとり」でレコード会社賞を受賞。
- 第8回ポプコンに出場する時に大学に推薦希望かどうか聞かれ、希望ではないので出場。ミッションスクールに通っていたため、戻ってきたら出席停止。在学中は休みを利用し上京、ヤマハで勉強を続ける。高卒後、合歓音楽院の特待生で招かれる。音楽資料室のレコードを聴きまくり生活。ヤマハ音楽振興会所属。
- 徳間音工ハーベストレコードより、NSPの天野滋作の『歌は世につれ』でデビュー。エピキュラスでNSPが録音していたこの歌を気に入り、天野本人に「歌わせて下さい」とお願いし快諾。競作でのデビューが決まる。その後はニッポン放送『コッキーポップ』アシスタント、学園祭、コンサート等、活動を広げる。
- 東芝EMIへ移籍、『STOP愛はもどれない』をリリース。移籍第2弾『この愛に生きて』がフジテレビのテレビドラマ『結婚の四季』（平岩弓枝ドラマシリーズ、十朱幸代主演）の主題歌になり大ヒットを記録、東芝EMIよりゴールドディスクを受賞。同年、ファーストアルバム『My name is YOKO』、3rdシングル『振り向けばまた』をリリース。
- TBS｢Sound in S｣ゲスト出演、TV朝日｢トゥナイト｣出演及びエンディングテーマ、中京TV｢5時SATマガジン｣レギュラーアシスタント、24時間TV等各方面で活躍をする。スタジオワークや作詞家としても意欲的な活動を継続。。
- その後、2004年ごろから星乃けいに改名し、ジャズ歌手としてデビュー。ジャズボーカリストとしてライブ活動を再開。2004年、赤坂B flat ｢JAZZ VOCAL CONTEST｣で準優勝獲得。
- 2005年12月14日、ジャズシンガーとして待望のリーダーアルバム｢NEARNESS OF YOU/星乃けい｣、2006年12月20日｢IN A SENTIMENTAL MOOD/星乃けい｣をリリース。
- 2009年には、世界一周の豪華客船にてパナマからサンフランシスコまでのメインショーを務める。その後はジャズクラブ、ジャズフェスティバル、コンサート、ホテル等に出演、精力的に活動中。

## ディスコグラフィー

### シングル
| 発売日         | レーベル           | 規格品番  | 面                         | タイトル           | 作詞     | 作曲       | 編曲     | 備考                                                                                                  |
| -------------- | ------------------ | --------- | -------------------------- | ------------------ | -------- | ---------- | -------- | --- |
| 西郡葉子名義   |                    |           |                            |                    |          |            |          | |
| 1977年         | ハーベストレコード | YA-1006   | A                          | 歌は世につれ       | 天野滋   | 天野滋     | 萩田光雄 | |
| 1977年         | ハーベストレコード | YA-1006   | B                          | 気ままなあなた     | 西郡葉子 | 西郡葉子   |          | |
| 西郡よう子名義 |                    |           |                            |                    |          |            |          | |
|                | 東芝EMI・Eastworld | EWR-20654 | A                          | STOP愛はもどれない | 小林和子 | 小田裕一郎 | 木森敏之 | |
| B              | 東芝EMI・Eastworld | EWR-20654 | トワイライト・アヴェニュー | 竜真知子           | 林哲司   |            | 木森敏之 | |
| 1980年         | 東芝EMI・Eastworld | EWS-17018 | A                          | この愛に生きて     | 杉山政美 | 木森敏之   | 木森敏之 | オリコン最高位54位（登場17週）、平岩弓枝ドラマシリーズ「結婚の四季」（1980年7月2日 - 10月29日）主題歌 |
| 1980年         | 東芝EMI・Eastworld | EWS-17018 | B                          | I Say, Hello Me    | 杉山政美 | 木森敏之   | 木森敏之 | |
|                | 東芝EMI・Eastworld | EWS-17092 | A                          | 振り向けばまた     | 西郡葉子 | 西郡葉子   | 井上鑑   | |
| B              | 東芝EMI・Eastworld | EWS-17092 | FOUR SEASONS               | 吉川忠英           | 西郡葉子 | 西郡葉子   |          | |

### アルバム
西郡よう子名義
- My name is YOKO（1980年、東芝EMI・Eastworld、EWS-91003）

星乃けい名義
- NEARNESS OF YOU（2005年12月）
- In A Sentimental Mood（2006年12月）

## テレビ番組
- 5時SATマガジン（中京テレビ）